# اقتحام السفارة الإسرائيلية في القاهرة 2011

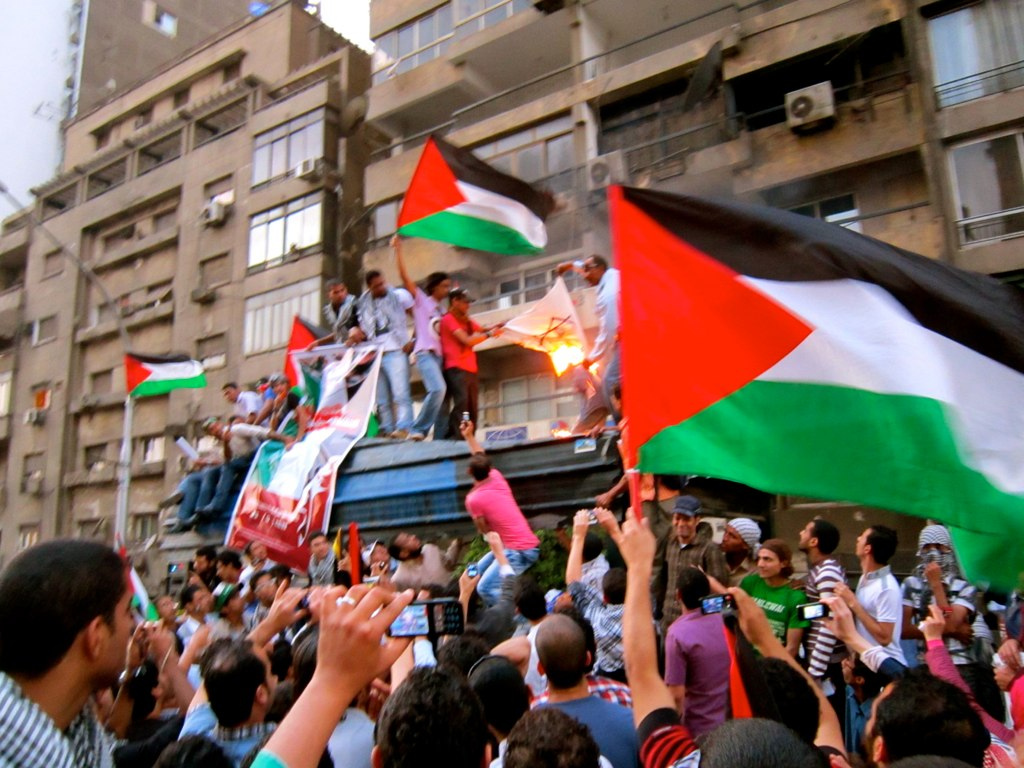
متظاهرون مصريون يحتجون أمام السفارة الإسرائيلية

نُفّذ اقتحام السفارة الإسرائيلية في مصر في 9 سبتمبر 2011، أثناء مظاهرات جمعة تصحيح المسار حيث قام المئات من المتظاهرين المصريين بكسر أجزاء من الجدار الخرساني الذي قامت السلطات المصرية ببنائه عند السفارة. بعد كسر الجدار، تسلّق متظاهر البرج الذي تقع السفارة فيه، وأنزل العلم الإسرائيلي، ورفع العلم المصري محله، ووصل عدد منهم إلى شقة، قيل أنها تستخدم كأرشيف للسفارة الإسرائيلية في مصر، وألقوا بالكثير من الوثائق إلى المتظاهرين في الأسفل. وقد أسفرت هذه الأحداث عن مقتل 3 وإصابه 1049 آخرين.

## ردود الفعل

### في مصر
أدانت جميع القوى السياسية والوطنية الاعتداء ووصفوه بالمؤامرة لإجهاض الثورة كما أنه شوّش على تحليل مظاهرة 9/9 القوية رغم عدم مشاركة الإخوان أو الوفد
تم القبض على 75 شخص من جانب قوات الجيش والشرطة المصرية وقُدموا للمحاكمة بتهم: التجمهر واستعمال العنف مع موظفين عموميين، والتعدي على ضباط وأفراد الشرطة بالقوة، والاعتداء على البعثات الدبلوماسية، ومحاولة احتلال مبنى مديرية أمن الجيزة وتخريب أملاك عامة، وإشعال النيران عمدًا في منشآت مُعدة للنقل العام لغرض إرهابي، وحيازة وإحراز أسلحة بيضاء بقصد استعمالها في نشاط يخل بالأمن والنظام العام أثناء مظاهرة جمعة تصحيح المسار
وأصدرت محكمة أمن الدولة العليا طوارئ، يوم الأحد الموافق 26 أغسطس 2012 برئاسة المستشار نور الدين يوسف، حكمها في قضية الاعتداء على مقر السفارتين الإسرائيلية والسعودية، ومديرية أمن الجيزة، المتهم فيها 76.
والذي قضى الحكم غيابيا بالسجن خمسة أعوام على عقيد الشرطة السابق عمر عفيفي، وبالسجن عام مع إيقاف التنفيذ على 74 آخرين، كما أحالت أحد المتهمين إلى محكمة الطفل لعدم اختصاصها لحداثة وصغر سنه.

### في إسرائيل
طالب عمير بيرتز - عضو الكنيست الإسرائيلي ووزير الدفاع السابق - رئيس الوزراء بنيامين نتنياهو بفصل وزير الخارجية أفيجدور ليبرمان لضلوعه في تدهور علاقات إسرائيل بمصر وتركيا.

## التحقيقات
جاء في تقرير أعدّه المجلس القومي لحقوق الإنسان أن بداية الأحداث شهدت تباينًا في تفاعل المواطنين المشاركين فيها، وفي توصيات التقرير، أعرب المجلس القومي عن قلقه من تعجل بعض التصريحات الرسمية في توجيه اتهامات خطيرة بمسعى جهات داخلية وخارجية لإسقاط الدولة المصرية دون انتظار نتائج التحقيقات أو تقديم أدلة على صحة هذه الاتهامات.